# Sportjahr 1954
Liste der Sportjahre

◄◄ | ◄ | 1950 | 1951 | 1952 | 1953 | Sportjahr 1954 | 1955 | 1956 | 1957 | 1958 | ► | ►►

Weitere Ereignisse

## Badminton
Höhepunkt des Badmintonjahres 1954 waren die All England, die Irish Open, die Scottish Open, die Dutch Open und die French Open.

### Internationale Veranstaltungen
| Veranstaltung | Herreneinzel      | Dameneinzel        | Herrendoppel                   | Damendoppel                         | Mixed                            |
| ------------- | ----------------- | ------------------ | ------------------------------ | ----------------------------------- | -------------------------------- |
| All England   | Eddy Choong       | Judy Devlin        | Ooi Teik Hock Ong Poh Lim      | Sue Devlin Judy Devlin              | John Best Iris Cooley            |
| French Open   | Alistair McIntyre | Elisabeth O’Beirne | Ralph Nichols Geoffrey J. Fish | Elisabeth O’Beirne Marie Rose Wyatt | Ralph Nichols Elisabeth O’Beirne |
| Malaysia Open | Ong Poh Lim       | Cecilia Samuel     | Chan Kon Leong Lee Kee Fong    | Cecilia Samuel Phua Yoke Chin       | Chan Kon Leong Cecilia Samuel    |

## Eiskunstlauf
- Eiskunstlauf-Europameisterschaften 1954 in Bozen, erstmals mit einem Wettbewerb im Eistanz.

## Leichtathletik
- 5. Februar – Nadeschda Konjajewa, Sowjetunion erreichte im Speerwurf der Damen 53,56 m.
- 21. April – Bill Miller, USA, erreichte im Speerwurf der Herren 81,29 m.
- 28. April – Sándor Rozsnyói, Ungarn, lief die 3000 Meter Hindernis der Herren in 8:49,6 min.
- 12. Mai – Josef Doležal, Tschechoslowakei, ging im 50.000-Meter-Gehen der Herren in 4:16:06 h.
- 13. Mai – Chris Chataway, Großbritannien, lief die 5000 Meter der Herren in 13:51,6 min.
- 16. Mai – Nina Otkalenko, Sowjetunion, lief die 800 Meter der Damen in 2:06,6 min.
- 22. Mai – Nadeschda Konjajewa, Sowjetunion erreichte im Speerwurf der Damen 55,11 m.
- 23. Mai – Wladimir Kuz, Sowjetunion, lief die 5000 Meter der Herren in 13:51,2 min.
- 28. Mai – Michail Kriwonosow, Sowjetunion, erreichte im Hammerwurf der Herren 63,34 m.
- 30. Mai – Gunnar Nielsen, Dänemark, lief die 800 Meter der Herren in 1:48,6 min.
- 30. Mai – Emil Zátopek, Tschechoslowakei, lief die 5000 Meter der Herren in 13:57,2 min.
- 1. Juni – Emil Zátopek, Tschechoslowakei, lief die 10.000 Meter der Herren in 28:54,2 min.
- 8. Juni – Parry O’Brien, USA, erreichte im Kugelstoßen der Herren 18,42 m.
- 26. Juni – Jim Peters, Großbritannien, lief den Marathon der Herren in 2:17:40 h.
- 1. Juli – Emil Zátopek, Tschechoslowakei, lief die 10.000 Meter der Herren in 28:54,2 min.
- 4. Juli – Wes Santee, USA, lief die 1500 Meter der Herren in 3:42,8 min.
- 11. Juli – Parry O’Brien, USA, erreichte im Kugelstoßen der Herren 18,54 m.
- 21. Juli – John Landy, Australien, lief die 1500 Meter der Herren in 3:41,8 min.
- 26. Juli – Jim Peters, Großbritannien, lief den Marathon der Herren in 2:17:39 h.
- 6. August – Nadeschda Konjajewa, Sowjetunion, erreichte im Speerwurf der Damen 55,48 m.
- 12. August – Stanislaw Nenaschew, Sowjetunion, erreichte im Hammerwurf der Herren 64,05 m.
- 18. August – Audun Boysen, Norwegen, lief die 1000 Meter der Herren in 2:19,5 min.
- 20. August – Yvette Williams, Neuseeland, erreichte im Weitsprung der Damen 6,28 m.
- 28. August – Sándor Rozsnyói, Ungarn, lief die 3000 Meter Hindernis der Herren in 8:49,6 min.
- 22. Oktober – Alexandra Tschudina, Sowjetunion, erreichte im Hochsprung der Damen 1,73 m.

## Tischtennis
- Tischtennisweltmeisterschaft 1954 5. bis 14. April in London/Wembley (England)
- Länderspiele Deutschlands (Freundschaftsspiele)
  - 8. März: Paris: D. – Frankreich 0:5 (Herren)
  - 27. März: Koblenz: D. – Frankreich 1:4 (Damen)
  - 29. Mai: Lausanne: D. – Schweiz 5:0 (Damen)
  - 29. Oktober: Wien: D. – Österreich 5:1 (Herren)
  - 29. Oktober: Wien: D. – Österreich 0:3 (Damen)
  - 5. Dezember: Loet: D. – Schweden 3:2 (Damen)
  - Baden-Baden: D. – Schweiz 5:1 (Herren)

## Geboren

### Januar

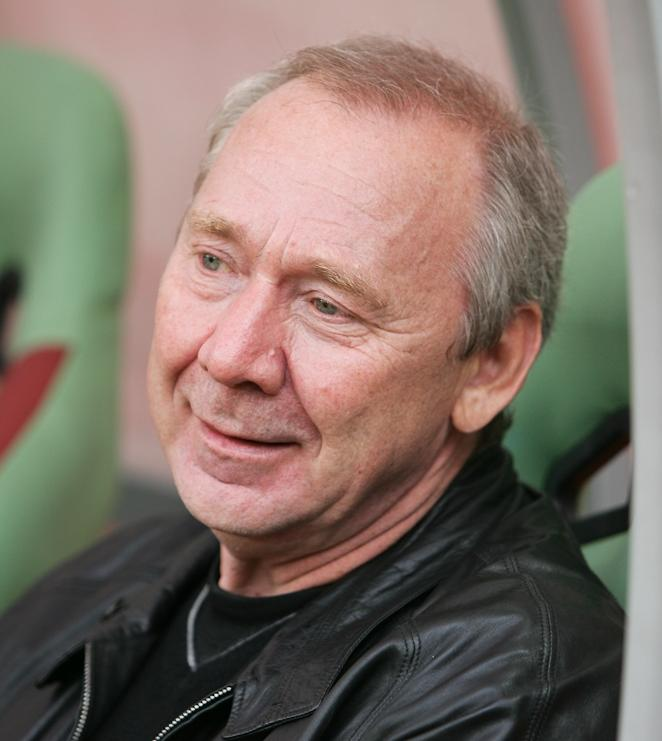
Oleg Romanzew

- 04. Januar: Oleg Romanzew, russischer Fußballtrainer und Fußballspieler
- 08. Januar: Wladimir Ossokin, russisch-sowjetischer Radrennfahrer und Olympiasieger
- 13. Januar: Alexander Thieme, deutscher Leichtathlet († 2016)
- 16. Januar: Reinhold Fanz, deutscher Fußballtrainer
- 16. Januar: Wolfgang Schmidt, deutscher Diskuswerfer
- 18. Januar: Alexander Anpilogow, sowjetisch-georgischer Handballspieler
- 19. Januar: Joachim Deckarm, deutscher Leichtathlet und Handballspieler
- 22. Januar: Tully Blanchard, US-amerikanischer Wrestler
- 22. Januar: Bernd Heynemann, deutscher Politiker und Fußballschiedsrichter
- 23. Januar: Rüdiger Schnuphase, deutscher Fußballspieler
- 24. Januar: Jo Gartner, österreichischer Automobilrennfahrer († 1986)
- 25. Januar: Klaus Amrath, deutscher Fußballspieler
- 25. Januar: Ricardo Bochini, argentinischer Fußballspieler
- 25. Januar: Michael Pyka, deutscher Fußballspieler
- 27. Januar: Hugo Villaverde, argentinischer Fußballspieler († 2024)

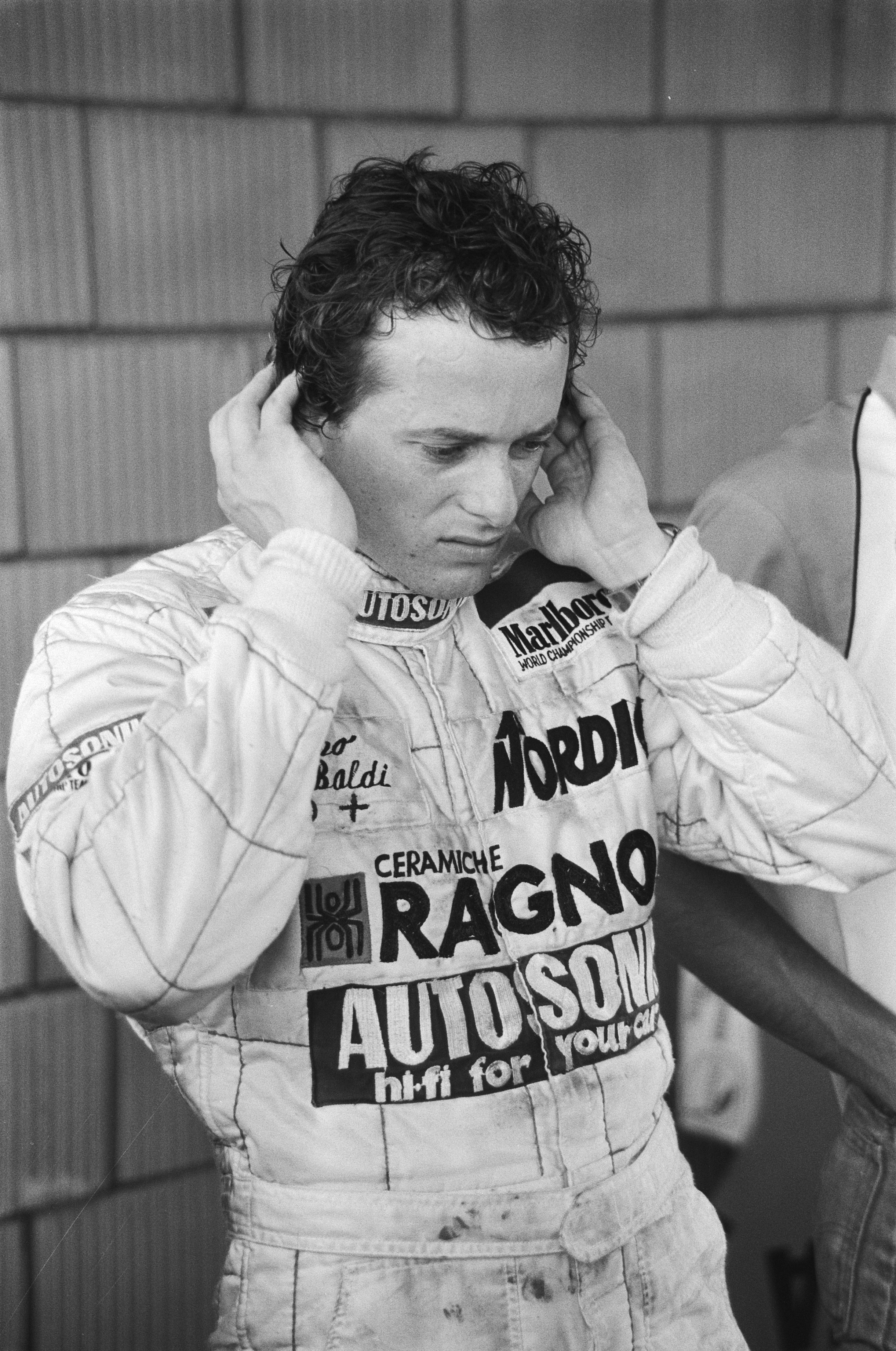
Mauro Baldi

- 31. Januar: Mauro Baldi, italienischer Automobilrennfahrer

### Februar
- 01. Februar: Egbert Streuer, niederländischer Motorradrennfahrer

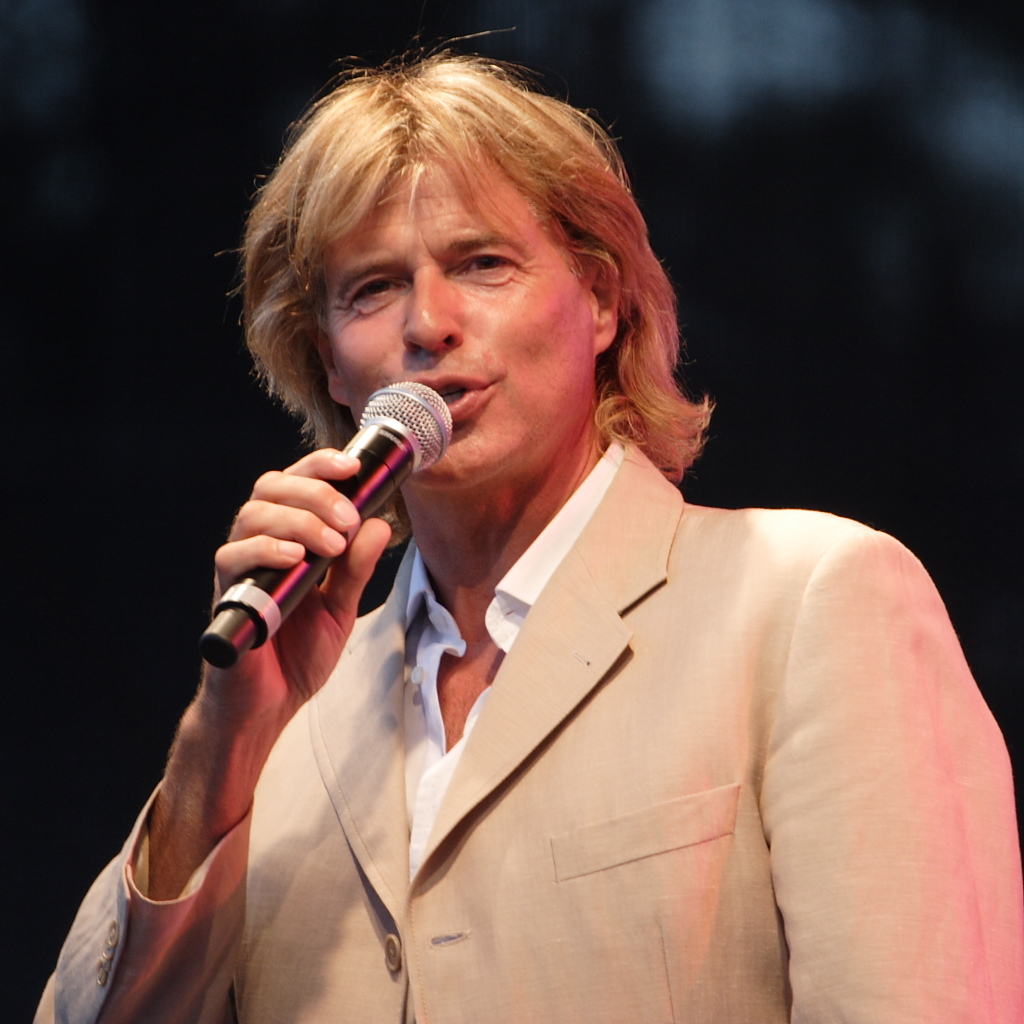
Hansi Hinterseer

- 02. Februar: Hansi Hinterseer, österreichischer Skirennläufer und Sänger
- 02. Februar: Ljubow Russanowa, sowjetisch-russische Schwimmerin
- 04. Februar: Tim Caldwell, US-amerikanischer Skilangläufer
- 05. Februar: Hans-Jürgen Orthmann, deutscher Leichtathlet
- 09. Februar: Alfred Prey, deutscher Eishockeyfunktionär
- 19. Februar: Sócrates, brasilianischer Fußballspieler († 2011)
- 20. Februar: Gordon Windeyer, australischer Hochspringer
- 21. Februar: Ivo Van Damme, belgischer Leichtathlet († 1976)

### März

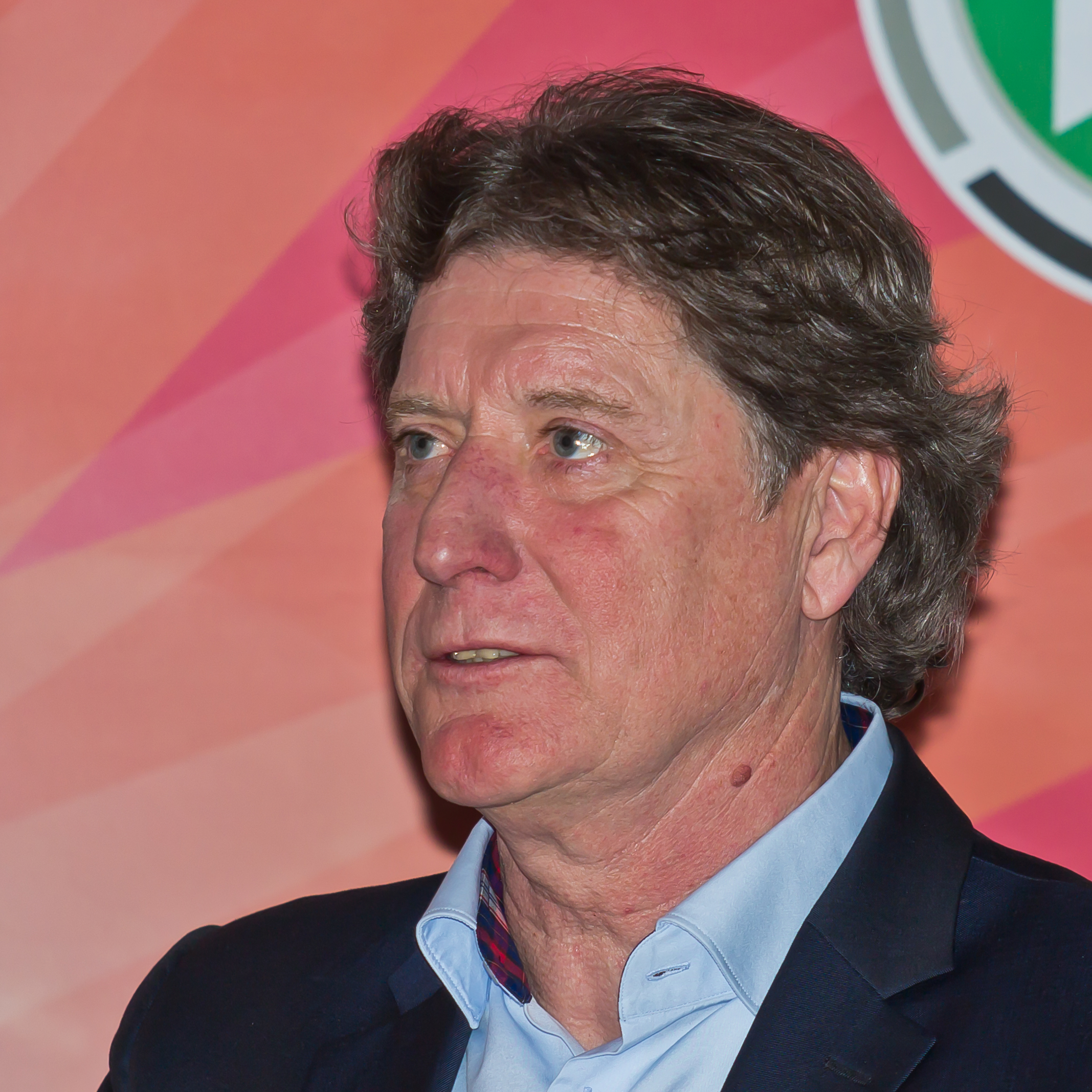
Toni Schumacher

- 01. März: Monika Pflug, deutsche Eisschnellläuferin
- 02. März: Hans-Jürgen Baake, deutscher Fußballspieler
- 05. März: Willy Sprangers, belgischer Radrennfahrer
- 05. März: Wenera Tschernyschowa, russisch-sowjetische Biathletin
- 05. März: Tamāra Vilerte, lettische Schachspielerin und -trainerin
- 06. März: Toni Schumacher, deutscher Fußballtorwart
- 08. März: Juan Ramón Rocha, argentinischer Fußballspieler
- 08. März: Karl Schnabl, österreichischer Skispringer
- 08. März: Marie-Theres Nadig, Schweizer Skirennläuferin
- 09. März: Teodor Anghelini, rumänischer Fußballspieler
- 09. März: Jock Taylor, britischer Motorradrennfahrer († 1982)
- 10. März: Lajos Mocsai, ungarischer Handballspieler und -trainer
- 10. März: Tomiko Yoshikawa, japanische Automobilrennfahrerin
- 20. März: Patrick Abada, französischer Stabhochspringer
- 21. März: Mike Dunleavy, US-amerikanischer Basketballtrainer
- 21. März: Eduardo Pereira, uruguayischer Fußballspieler
- 25. März: Ecaterina Oancia, rumänische Ruderin († 2024)
- 27. März: Mauro Roman, italienischer Vielseitigkeitsreiter
- 29. März: Chip Robinson, US-amerikanischer Automobilrennfahrer
- 31. März: Wolfgang Zenkner, deutscher Karambolagespieler

### April
- 01. April: Dieter Müller, deutscher Fußballspieler
- 01. April: Giancarlo Antognoni, italienischer Fußballspieler
- 02. April: Wladimir Afromejew, russischer Geschäftsmann, Schachspieler und -organisator
- 04. April: René Girard, französischer Fußballspieler und -trainer
- 06. April: Sepp Ferstl, deutscher Skirennläufer
- 06. April: Manfred Schoeneberg, deutscher Leichtathlet
- 10. April: Angelika Hellmann, deutsche Geräteturnerin
- 10. April: Jouko Törmänen, finnischer Skispringer († 2015)
- 13. April: Ralf Stambula, deutscher Radrennfahrer
- 17. April: Riccardo Patrese, italienischer Automobilrennfahrer
- 17. April: Dieter Winter, deutscher Fußballspieler und -trainer
- 19. April: Trevor Francis, englischer Fußballspieler und -trainer († 2023)
- 20. April: Ralph Pichler, Schweizer Bobfahrer
- 23. April: Anthony White, US-amerikanischer Wrestler, Bodybuilder und Powerlifter
- 30. April: Gunther Tiersch, deutscher Meteorologe und Goldmedaillengewinner bei Olympischen Spielen im Rudern

### Mai
- 02. Mai: Werner Melzer, deutscher Fußballspieler
- 02. Mai: Modupe Oshikoya, nigerianische Leichtathletin
- 08. Mai: Ron Ashton, kanadischer Eishockeyspieler
- 08. Mai: Alexandru Custov, rumänischer Fußballspieler († 2008)
- 09. Mai: Domenico Caso, italienischer Fußballspieler und -trainer
- 14. Mai: Peter Cestonaro, deutscher Fußballspieler
- 14. Mai: Bodo Wehmeier, deutscher Fußballspieler
- 15. Mai: Werner Brehm, deutscher Fußballspieler
- 18. Mai: Eric Gerets, belgischer Fußballspieler und -trainer
- 18. Mai: Thomas Sinsel, deutscher Handballspieler
- 20. Mai: Wladimir Smirnow, sowjetischer Fechter und Olympiasieger († 1982)
- 22. Mai: Thomas Wildförster, deutscher Karambolagespieler
- 23. Mai: Marvelous Marvin Hagler, US-amerikanischer Boxer († 2021)
- 27. Mai: Konrad Bartelski, britischer Skirennläufer
- 27. Mai: Jackie Slater, US-amerikanischer American-Football-Spieler
- 29. Mai: Jacqueline Todten, deutsche Leichtathletin
- 29. Mai: John Hencken, US-amerikanischer Schwimmer
- 31. Mai: Walter Kusch, deutscher Schwimmer

### Juni
- 04. Juni: Hermann Gerland, deutscher Fußballtrainer
- 04. Juni: Roger Xhonneux, belgischer Handballspieler, -trainer und -schiedsrichter
- 08. Juni: Irina Levitina, US-amerikanische Schach- und Bridgespielerin russischer Herkunft
- 08. Juni: Jochen Schümann, deutscher Segelsportler, Olympiasieger, Gewinner des America’s Cup
- 12. Juni: Belmiro Silva, portugiesischer Radrennfahrer

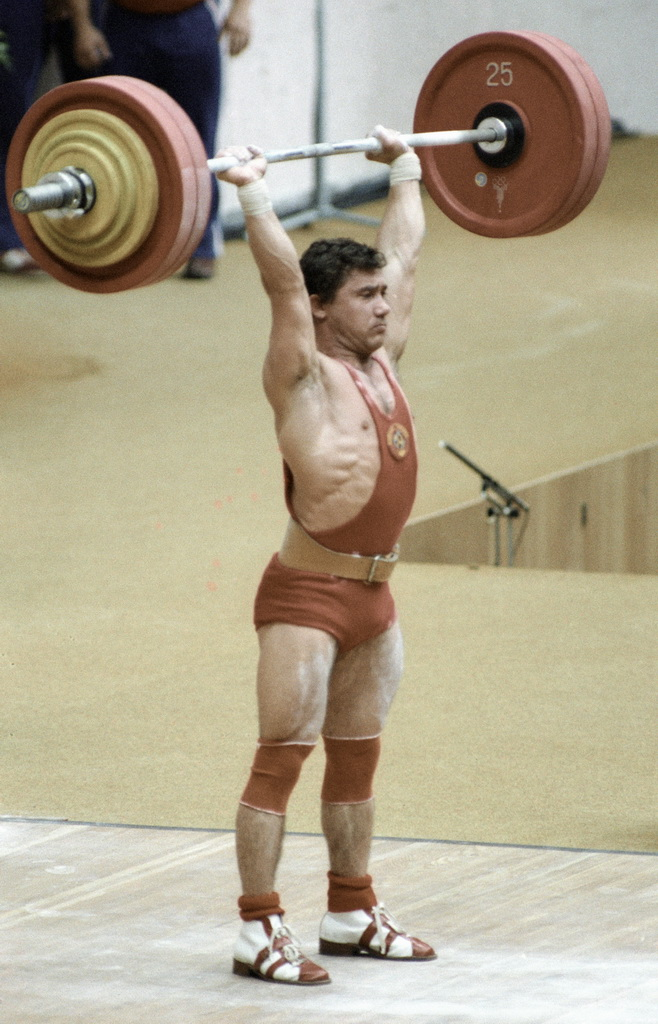
Wiktor Masin

- 15. Juni: Dietmar Geilich, deutscher Boxer
- 18. Juni: Wiktor Masin, sowjetischer Gewichtheber und Olympiasieger († 2022)
- 20. Juni: Alexander Frei, Schweizer Unternehmer und Automobilrennfahrer
- 20. Juni: Wladimir Golikow, russischer Eishockeyspieler
- 20. Juni: Wladimir Kowin, sowjetisch-russischer Eishockeyspieler
- 22. Juni: Peter Larkins, australischer Hindernisläufer
- 24. Juni: Mark Edmondson, australischer Tennisspieler
- 26. Juni: Luis Arconada, spanischer Fußballspieler
- 26. Juni: Marco Lucchinelli, italienischer Motorradrennfahrer.

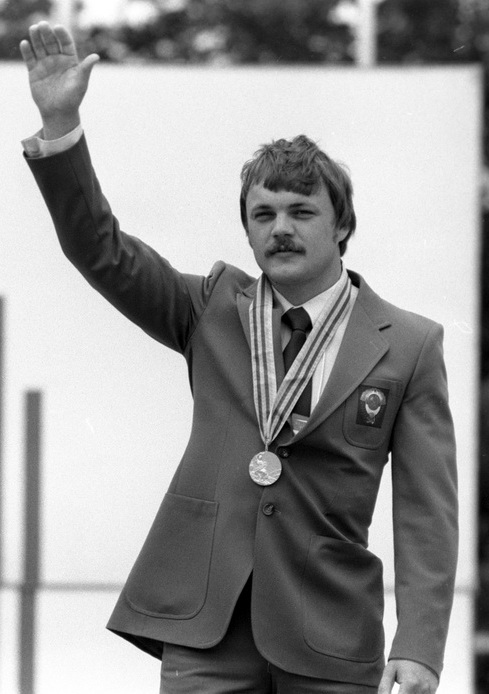
Alexander Melentjew

- 27. Juni: Alexander Melentjew, sowjetischer Sportschütze und Olympiasieger († 2015)
- 27. Juni: Seth Neiman, US-amerikanischer Automobilrennfahrer und Unternehmer

### Juli
- 01. Juli: Herbert Zimmermann, deutscher Fußballspieler
- 02. Juli: Victor Amaya, US-amerikanischer Tennisspieler
- 02. Juli: Uwe Sommerer, deutscher Fußballspieler
- 04. Juli: Hans Pum, österreichischer Skisportfunktionär
- 08. Juli: Hallstein Bøgseth, norwegischer Nordischer Kombinierer
- 11. Juli: Fabrizio Castori, italienischer Fußballtrainer
- 12. Juli: Wolfgang Dremmler, deutscher Fußballspieler
- 12. Juli: Dave Irwin, kanadischer Skirennläufer
- 14. Juli: Erkki Antila, finnischer Biathlet († 2023)
- 15. Juli: Mario Kempes, argentinischer Fußballspieler und -trainer
- 19. Juli: Alvan Adams, US-amerikanischer Basketballspieler
- 19. Juli: Brad Cooper, australischer Schwimmer
- 22. Juli: Petra Uhlig, deutsche Handballspielerin
- 22. Juli: Giovanni Ziggiotto, italienischer Motorradrennfahrer († 1977)
- 23. Juli: Saúl Rivero, uruguayischer Fußballspieler und -trainer († 2022)
- 24. Juli: Erdoğan Arıca, türkischer Fußballspieler, -trainer und Sportmanager († 2012)
- 24. Juli: Vasile Dîba, rumänischer Kanute († 2024)
- 26. Juli: Vitas Gerulaitis, US-amerikanischer Tennisspieler († 1994)
- 27. Juli: Philippe Alliot, französischer Automobilrennfahrer

### August
- 01. August: Benno Möhlmann, deutscher Fußballtrainer
- 05. August: Bill Gilligan, US-amerikanischer Eishockeytrainer
- 06. August: Jürgen Owczarzak, deutscher Fußballspieler und -trainer
- 07. August: Waleri Gassajew, sowjetischer Fußballspieler und Trainer von ZSKA Moskau

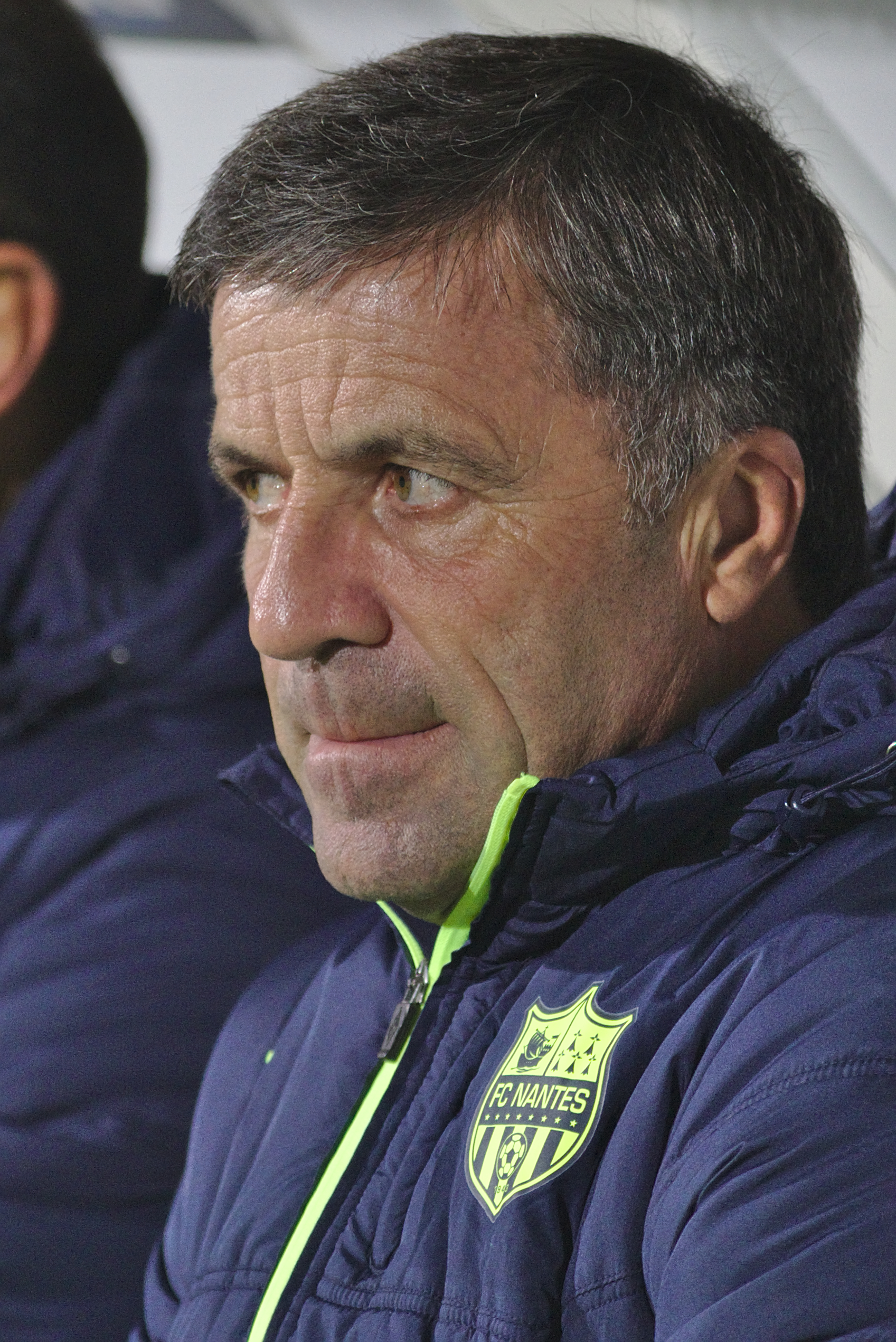
Loïc Amisse

- 09. August: Loïc Amisse, französischer Fußballspieler und -trainer
- 09. August: Olga Knjasewa, russisch-sowjetische Florettfechterin († 2015)
- 11. August: Bortolo Mutti, italienischer Fußballspieler und -trainer
- 14. August: Christian Gross, Schweizer Fußballspieler und -trainer
- 15. August: Jörg Martin, deutscher Fußballspieler († 1979)
- 16. August: Christel Klinzmann, deutsche Fußballspielerin
- 19. August: Oscar Larrauri, argentinischer Automobilrennfahrer
- 21. August: Edgar Geenen, deutscher Fußball-Funktionär († 2007)
- 21. August: Didier Six, französischer Fußballspieler
- 21. August: Archie Griffin, US-amerikanischer Footballspieler
- 25. August: Gilbert Duclos-Lassalle, französischer Radrennfahrer
- 26. August: Tracy Krohn, US-amerikanischer Automobilrennfahrer und Unternehmer

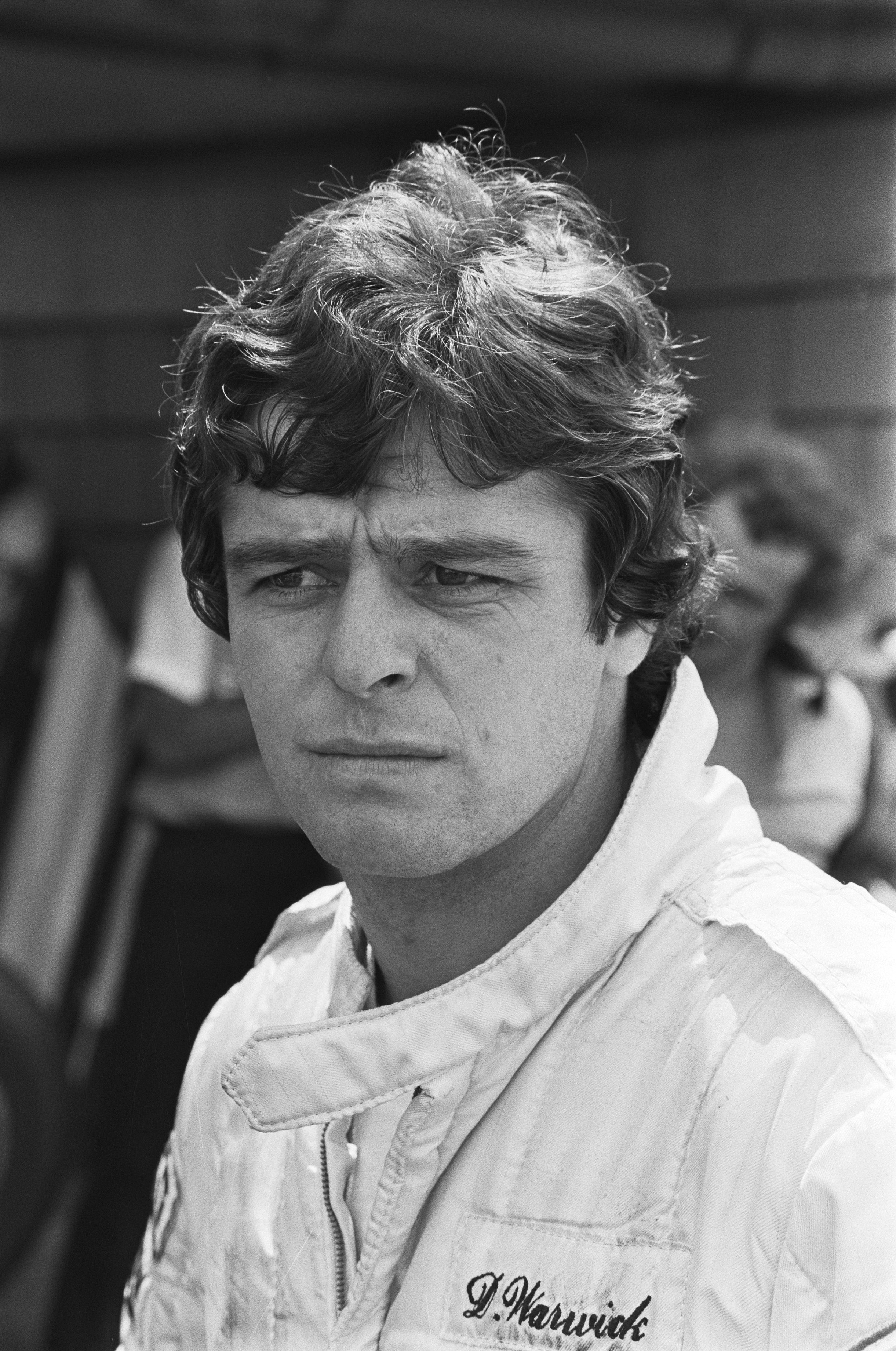
Derek Warwick

- 27. August: Derek Warwick, britischer Automobilrennfahrer
- 28. August: Wolfgang Krause, deutscher Fußballspieler
- 28. August: Alexander Skworzow, russischer Eishockeyspieler und -trainer

### September
- 01. September: Ingemar Linnéll, schwedischer Handballspieler, -trainer und -funktionär
- 01. September: Dave Lumley, kanadischer Eishockeyspieler
- 05. September: Per Knut Aaland, norwegischer Skilangläufer
- 05. September: Jesper Helledie, dänischer Badmintonspieler
- 06. September: Georgi Agsamow, sowjetischer Schachmeister († 1986)
- 09. September: Walter Davis, US-amerikanischer Basketballspieler († 2023)
- 10. September: Silvia Chivás, kubanische Sprinterin
- 10. September: Jürgen Hasebrink, deutscher Fußballspieler
- 10. September: Karl-Heinz Podzielny, deutscher Schachspieler († 2019)
- 16. September: Patrick Bourdais, französischer Automobilrennfahrer
- 17. September: František Kunzo, slowakischer Fußballspieler
- 18. September: Reiner Scheidhauer, deutscher Motorradrennfahrer
- 20. September: Bernd Feustel, deutscher Schachspieler († 2012)
- 21. September: Wolfgang Steinbach, deutscher Fußballspieler
- 22. September: Jürgen Nachtmann, deutscher Fußballspieler († 2013)
- 23. September: Guglielmo Andreini, italienischer Endurosportler
- 23. September: Vito Di Tano, italienischer Radrennfahrer († 2025)
- 24. September: Marco Tardelli, italienischer Fußballspieler und -trainer
- 26. September: Mauro Sandreani, italienischer Fußballspieler und -trainer

### Oktober
- 05. Oktober: Jimmy Hartwig, deutscher Fußballspieler
- 08. Oktober: Brigitte Rohde, deutsche Leichtathletin
- 08. Oktober: Huub Rothengatter, niederländischer Automobilrennfahrer
- 09. Oktober: Mike Micevski, australischer Fußballspieler
- 15. Oktober: Gabrio Rosa, italienischer Automobilrennfahrer
- 17. Oktober: René Botteron, Schweizer Fußballspieler
- 18. Oktober: Franz Raschid, deutscher Fußballspieler und -trainer († 2010)
- 20. Oktober: Lee Roy Selmon, US-amerikanischer American-Football-Spieler († 2011)
- 21. Oktober: Marcel Răducanu, rumänischer Fußballspieler

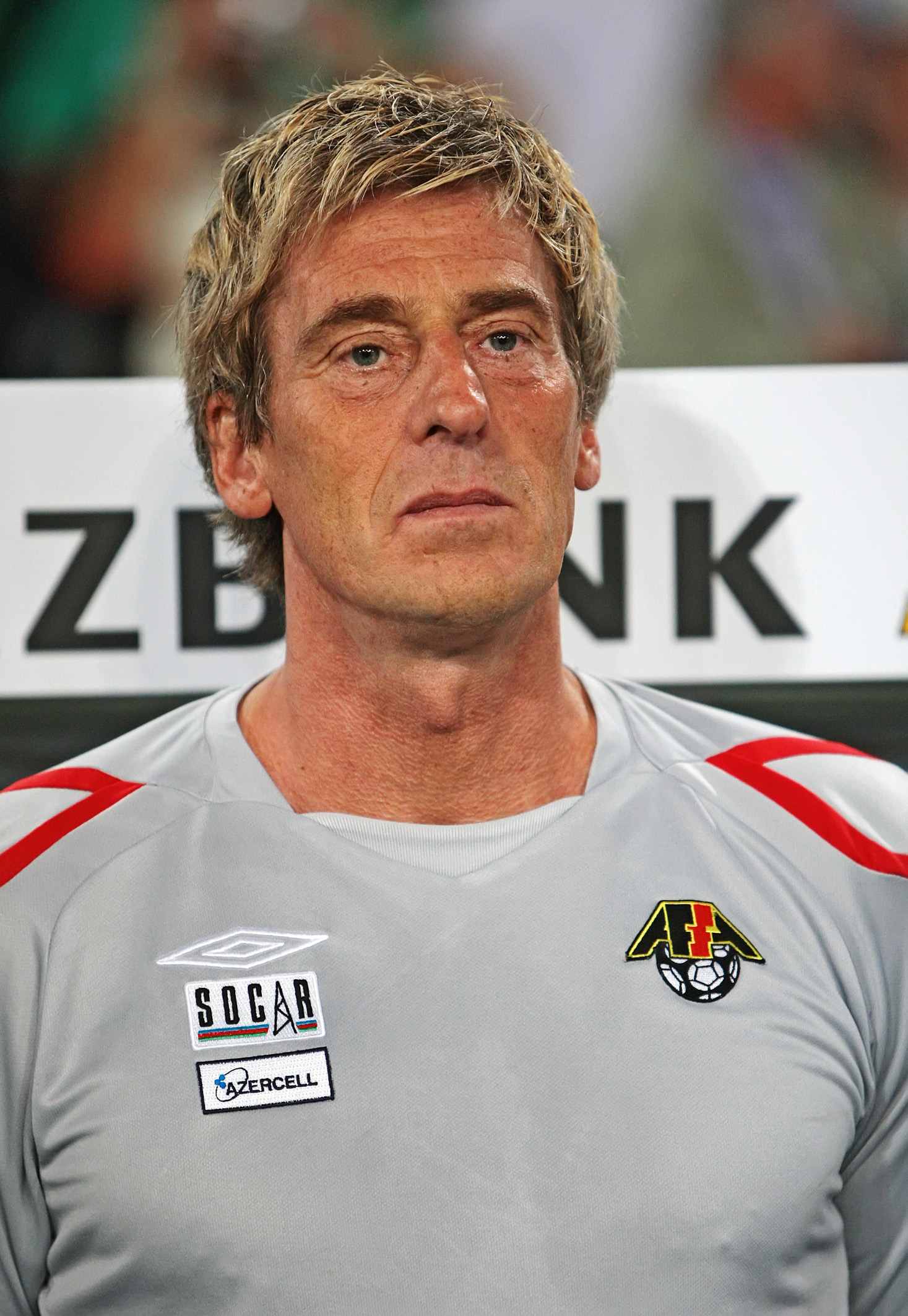
Uli Stein

- 23. Oktober: Uli Stein, deutscher Fußballspieler
- 25. Oktober: Mike Eruzione, US-amerikanischer Eishockeyspieler
- 27. Oktober: Karl-Gustav Richter, deutscher Eishockeyspieler
- 27. Oktober: John Sumegi, australischer Kanute
- 29. Oktober: Sigrun Siegl, deutsche Leichtathletin
- 29. Oktober: Herman Frazier, US-amerikanischer Leichtathlet und Olympiasieger
- 29. Oktober: Walter Oßwald, deutscher Fußballspieler
- 30. Oktober: Piero Gros, italienischer Skirennläufer
- 31. Oktober: Mario Amizic, kroatischer Tischtennistrainer
- 31. Oktober: Ralf Pöpel, deutscher Eishockeyspieler

### November

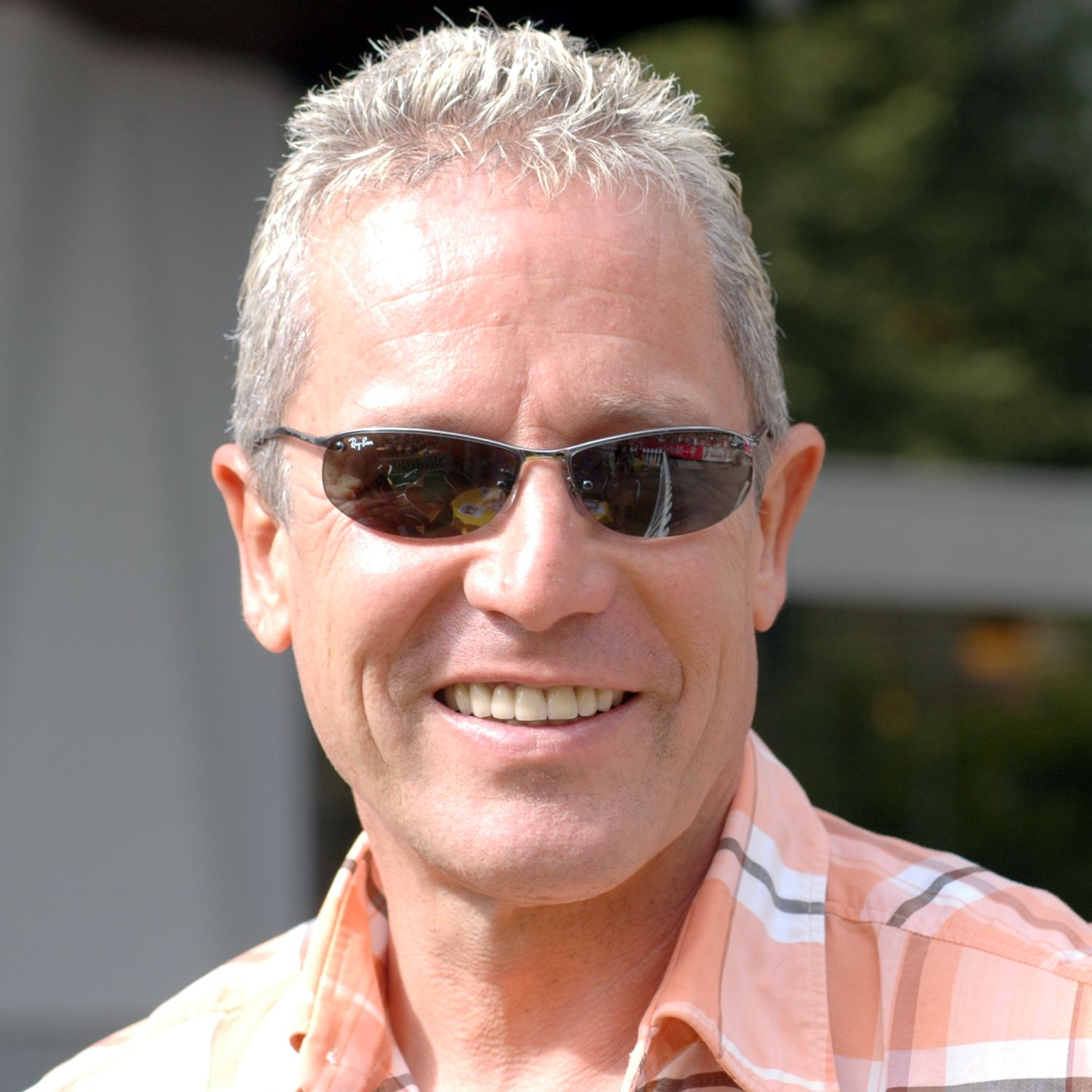
Didi Thurau

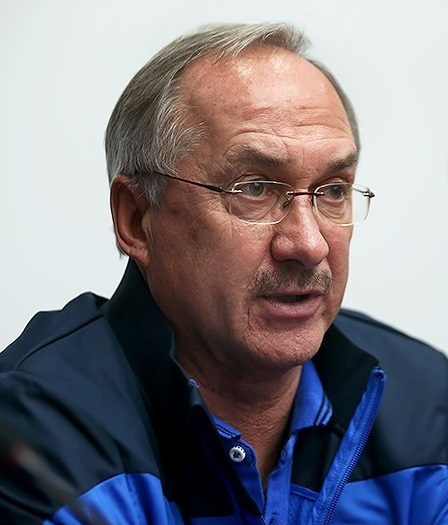
Uli Stielike

- 04. November: Alexander Aksinin, sowjetisch-russischer Leichtathlet und Olympiasieger
- 04. November: Hervé Regout, belgischer Automobilrennfahrer
- 05. November: Vincenzo D’Amico, italienischer Fußballspieler († 2023)
- 06. November: Roger Berbig, Schweizer Fußballspieler
- 09. November: Debra Armstrong, US-amerikanische Sprinterin
- 09. November: Dietrich „Didi“ Thurau, deutscher Radrennfahrer
- 10. November: Hartwig Gauder, deutscher Leichtathlet
- 10. November: Jutta Kirst, deutsche Leichtathletin
- 10. November: Matiaz Tomlje, slowenischer Autorennfahrer
- 12. November: Paul McNamee, australischer Tennisspieler
- 13. November: Emanuel Günther, deutscher Fußballspieler
- 14. November: Bernard Hinault, französischer Radrennfahrer
- 15. November: Hans-Günter Bruns, deutscher Fußballspieler
- 15. November: Hans-Günther Plücken, deutscher Fußballspieler
- 15. November: Uli Stielike, deutscher Fußballspieler und -trainer
- 16. November: Tommy Archer, US-amerikanischer Automobilrennfahrer
- 22. November: Henryk Janikowski, polnischer Fußballspieler
- 24. November: Franz Reindl, deutscher Eishockeytrainer und -funktionär
- 29. November: Alīda Ābola, lettische Orientierungsläuferin

### Dezember
- 01. Dezember: Karl-Heinz Körbel, deutscher Fußballspieler und -trainer

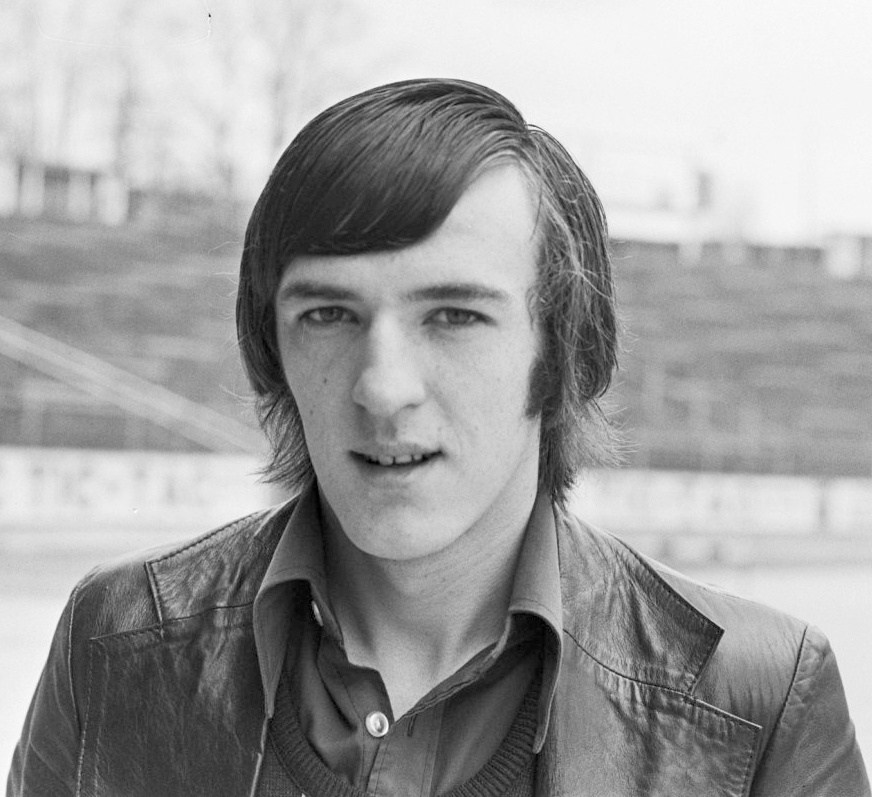
François Van der Elst

- 01. Dezember: François Van der Elst, belgischer Fußballspieler († 2017)
- 03. Dezember: Alfredo Evangelista, uruguayischer Schwergewichtsboxer
- 04. Dezember: Hartmut Krüger, deutscher Fußballspieler
- 05. Dezember: Dieter Bartke, deutscher Handballtorwart († 2002)
- 06. Dezember: Andrei Minenkow, sowjetisch-russischer Eiskunstläufer
- 08. Dezember: Peter Kotte, deutscher Fußballspieler
- 08. Dezember: Heinz-Jürgen Voise, deutscher Fußballspieler und -trainer
- 08. Dezember: Josef Walcher, österreichischer Skirennläufer († 1984)
- 10. Dezember: Price Cobb, US-amerikanischer Automobilrennfahrer
- 16. Dezember: Peter Meisinger, deutscher Handballspieler und -trainer
- 18. Dezember: Willi Wülbeck, deutscher Leichtathlet
- 21. Dezember: Chris Evert, US-amerikanische Tennisspielerin
- 22. Dezember: Detlef Hübner, deutscher Autorennfahrer
- 23. Dezember: Brian Teacher, US-amerikanischer Tennisspieler
- 25. Dezember: João Justino Amaral dos Santos, brasilianischer Fußballspieler († 2024)
- 27. Dezember: Novella Calligaris, italienische Schwimmerin
- 30. Dezember: Wolfgang Pohl, deutscher Fußballspieler

## Gestorben

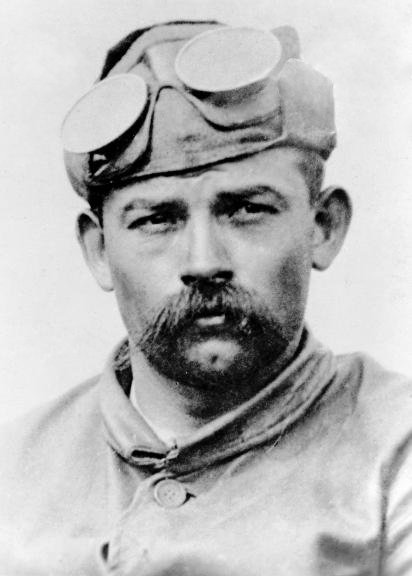
Christian Friedrich Lautenschlager

### Januar
- 03. Januar: Christian Friedrich Lautenschlager, deutscher Mechaniker und Automobilrennfahrer (* 1877)
- 10. Januar: Rocky Kansas, US-amerikanischer Boxer italienischer Herkunft im Leichtgewicht (* 1893)
- 19. Januar: Cornelius van Oyen, deutscher Sportschütze (* 1886)
- 20. Januar: Gavino Matta, italienischer Boxer (* 1910)
- 20. Januar: Wilhelm Ritzenhoff, deutscher Leichtathlet und Tauzieher (* 1878)
- 22. Januar: Ernest Friederich, französischer Automobilrennfahrer und Mechaniker (* 1886)
- 24. Januar: Fritiof Normann Andersen, dänischer Sprinter und Weitspringer (* 1898)
- 27. Januar: Roman Stupnicki, polnischer Eishockeyspieler (* 1913)
- 29. Januar: George Cattanach, kanadischer Lacrossespieler (* 1878)
- 31. Januar: Vivian Woodward, englischer Fußballspieler (* 1879)
- 000Januar: Jean Jenny, Schweizer Schwimmer und Wasserballspieler (* unbekannt)

### Februar
- 01. Februar: Orvil Elliott, kanadischer Kunstturner (* 1885)
- 03. Februar: Fernand Desmedt, belgischer Fechter (* 1877)
- 04. Februar: Henri Scharry, luxemburgischer Fußballtorhüter (* 1904)
- 05. Februar: Alberto Braglia, italienischer Turner (* 1883)
- 09. Februar: Rodolphe Cuendet, Schweizer Eishockeyspieler (* 1887)
- 10. Februar: Väinö Ikonen, finnischer Ringer und Leichtathlet (* 1895)
- 11. Februar: Arthur Duray, französisch-US-amerikanischer Automobilrennfahrer (* 1882)
- 14. Februar: Henri Laurent, französischer Fechter (* 1881)
- 16. Februar: Senda Berenson Abbott, US-amerikanische Sportlehrerin (* 1868)
- 17. Februar: Erik Bergqvist, schwedischer Schwimmer, Wasser- und Fußballspieler (* 1891)
- 18. Februar: Voldemar Mägi, estnischer Ringer (* 1914)
- 19. Februar: Erik Norberg, schwedischer Turner (* 1883)
- 22. Februar: Robert Leavitt, US-amerikanischer Leichtathlet (* 1883)
- 23. Februar: Jacques Mieses, deutsch-britischer Schachspieler (* 1865)
- 27. Februar: Bobby Ball, US-amerikanischer Automobilrennfahrer (* 1890)
- 28. Februar: André Bordang, luxemburgischer Kunstturner (* 1875)

### März
- 03. März: George Wiley, US-amerikanischer Radrennfahrer und Baseballtrainer (* 1885)
- 04. März: Georg Tengvall, schwedischer Segler (* 1896)
- 06. März: Charles Maerschalck, belgischer Turner (* 1887)
- 07. März: Thomas Glen-Coats, britischer Segler (* 1878)
- 16. März: Larry Cummins, irischer Leichtathlet (* 1889)
- 18. März: Moritz von Bissing, deutscher Hockey-, Rugby- und Tennisspieler (* 1886)
- 26. März: Charles Perrin, französischer Ruderer (* 1875)
- 28. März: Winifred McNair, britische Tennisspielerin (* 1877)
- 29. März: Dennis Fenton, US-amerikanischer Sportschütze (* 1888)
- 30. März: Thomas Schneider, deutscher Automobilpionier und -rennfahrer (* 1875)

### April
- 01. April: Jan Thomée, niederländischer Fußballspieler (* 1886)
- 02. April: Maud Barger-Wallach, US-amerikanische Tennisspielerin (* 1870)
- 02. April: William Heffelfinger, US-amerikanischer American-Football-Spieler (* 1867)
- 04. April: Sigurd Juslén, finnischer Segler (* 1885)
- 04. April: Wilhelm Piec, polnischer Fußballspieler (* 1915)
- 07. April: Imre Zachár, ungarischer Schwimmer (* 1890)
- 13. April: Ernest Glover, britischer Langstreckenläufer (* 1891)
- 13. April: Samuel Jones, US-amerikanischer Hochspringer (* 1880)
- 20. April: Omer Beaugendre, französischer Radrennfahrer (* 1883)
- 21. April: Lou Heim, US-amerikanischer Ruderer (* 1874)
- 28. April: Knud Leonard Knudsen, norwegischer Turner (* 1879)
- 30. April: Christian Dauvergne, französischer Automobilrennfahrer (* 1890)

### Mai
- 11. Mai: Henri Koch, luxemburgischer Bobfahrer (* 1904)
- 16. Mai: Pat McDonald, US-amerikanischer Leichtathlet (* 1878)
- 20. Mai: Henry Rambusch, dänischer Fußballspieler (* 1881)
- 26. Mai: Ebba Hay, schwedische Tennisspielerin (* 1866)
- 27. Mai: Jan Schoemaker, niederländischer Fußballspieler (* 1882)
- 30. Mai: Joe Blewitt, britischer Leichtathlet (* 1895)

### Juni
- 04. Juni: Freydoun Malkom, iranischer Fechter (* 1875)
- 07. Juni: Sigurd Smebye, norwegischer Turner (* 1886)
- 19. Juni: Feliks Kostrzębski, polnischer Radrennfahrer (* 1899)
- 23. Juni: Georgius Damen, niederländischer Radrennfahrer (* 1887)
- 29. Juni: Torsten Svensson, schwedischer Fußballspieler (* 1901)

### Juli
- 04. Juli: Wilhelm Blystad, norwegischer Hochspringer und Hürdenläufer (* 1881)
- 05. Juli: Bob Scott, US-amerikanischer Automobilrennfahrer (* 1928)
- 09. Juli: James Shepherd, britischer Tauzieher (* 1884)
- 11. Juli: Lauri Tanner, finnischer Turner und Fußballspieler (* 1890)
- 12. Juli: Karl Hack, österreichischer Leichtathlet (* 1892)
- 16. Juli: Harry Broos, niederländischer Leichtathlet (* 1898)
- 19. Juli: Axel-Erik Gyllenstolpe, schwedischer Leichtathlet (* 1894)
- 21. Juli: Robert Olsson, schwedischer Hammerwerfer (* 1883)
- 23. Juli: Herman Groman, US-amerikanischer Leichtathlet (* 1882)
- 24. Juli: Harald Klem, dänischer Turner und Schwimmer (* 1884)
- 26. Juli: Wilhelm Steffensen, norwegischer Turner (* 1889)
- 27. Juli: Jacob Tullin Thams, norwegischer Skisportler und Segler (* 1898)
- 29. Juli: Coen de Koning, niederländischer Eisschnellläufer (* 1879)

### August
- 02. August: Teodor Regedziński, polnischer Schachspieler (* 1894)
- 10. August: Frederick Humphreys, britischer Tauzieher (* 1878)

### September
- 11. September: Thomas Hedberg, britischer Segler (* 1886)
- 16. September: Lee Talbott, US-amerikanischer Leichtathlet und Ringer (* 1887)
- 18. September: Johannes Drost, niederländischer Schwimmer (* 1880)
- 20. September: Adelaide Boddam-Whetham, britische Bogenschützin (* 1860)
- 26. September: Joseph Cogels, belgischer Sportschütze (* 1882)
- 26. September: Ellen Roosevelt, US-amerikanische Tennisspielerin (* 1868)
- 27. September: Roberto Ferrari, italienischer Turner (* 1890)

### Oktober
- 04. Oktober: Georges Vallerey junior, französischer Schwimmer (* 1927)
- 08. Oktober: William Dod, englischer Bogenschütze (* 1867)
- 08. Oktober: Uno Wallentin, schwedischer Segler (* 1905)
- 17. Oktober: Heikki Sammallahti, finnischer Turner (* 1886)
- 27. Oktober: Auguste Broos, belgischer Langstreckenläufer (* 1894)
- 29. Oktober: Bede Smith, australischer Rugbyspieler (* 1886)
- 31. Oktober: Pieter Boelmans ter Spill, niederländischer Fußballspieler (* 1886)

### November
- 07. November: Charles Scott, britischer Lacrossespieler (* 1883)
- 17. November: Ragnar Sunnqvist, schwedischer Motorradrennfahrer (* 1908)
- 19. November: Julius Körner, deutscher Ruderer (* 1870)
- 24. November: André Charlet, französischer Eishockeyspieler (* 1898)
- 24. November: Otto Hultberg, schwedischer Sportschütze (* 1877)
- 26. November: William Haynes, britischer Schwimmer und Wasserballspieler (* 1885 oder 1886)

### Dezember
- 01. Dezember: Sol Butler, US-amerikanischer Leichtathlet (* 1895)
- 01. Dezember: William Hoyt, US-amerikanischer Leichtathlet (* 1875)
- 08. Dezember: Harold Rayner, US-amerikanischer Fechter und Pentathlet (* 1888)
- 10. Dezember: Frans Möller, schwedischer Tennisspieler (* 1886)
- 14. Dezember: Emil Rausch, deutscher Schwimmer (* 1882)
- 14. Dezember: Ed Sanders, US-amerikanischer Boxer (* 1930)
- 20. Dezember: Alfred Thielemann, norwegischer Sportschütze (* 1869)
- 21. Dezember: Jules De Bisschop, belgischer Ruderer (* 1873)
- 27. od. 28. Dezember: Billy Pett, britischer Radrennfahrer und Radsportfunktionär (* 1873)

### Datum unbekannt
- Harry Brawley, US-amerikanischer Marathonläufer (* 1876)
- Charlie Collier, britischer Motorradrennfahrer und Unternehmer (* 1885)
- Eugène Grisot, französischer Bogenschütze (* 1867)
- Werner Nüesch, Schweizer Leichtathlet (* 1904)
- Rodolphe Poma, belgischer Ruderer (* 1885)
- Augustos Zerlendis, griechischer Tennisspieler (* 1886)